# Cicurina gertschi
Cicurina gertschi är en spindelart som beskrevs av Harriet Exline 1936. Cicurina gertschi ingår i släktet Cicurina och familjen kardarspindlar. Inga underarter finns listade i Catalogue of Life.